# Пета пролећна изложба (1933)
Пета пролећна изложба сликарских и вајарских радова југословенских уметника, одржала се маја месеца 1933. године у Уметничкм павиљону „Цвијета Зузорић” у Београду. Изложба је одржана под покровитељством кнеза Павла Карађорђевића, а организована је од стране Удружења ликовних уметника Србије.

## Оцењивачки одбор
- Бета Вукановић
- Зора Петровић
- Тома Росандић
- Иван Радовић
- Сретен Стојановић

## Излагачи

### Сликарство
1. Ђорђе Андрејевић Кун
2. Аделина Бакотић
3. Милица Бешевић
4. Никола Бешевић
5. Јован Бијелић
6. Олга Богдановић
7. Милан Бутозан
8. Иван Вавпотић
9. Павле Васић
10. Емануел Видовић
11. Живојин Влајнић
12. Милош Вушковић
13. Вилко Гецан
14. Драгомир Глишић
15. Милош Голубовић
16. Никола Граовац
17. Миомир Денић
18. Лазара Дрљача
19. Милка Живановић
20. Сава Ипић
21. Игњат Јоб
22. Деса Јовановић
23. Станоје Јовановић
24. Марија Јосић
25. Младен Јосић
26. Бранко Јолер
27. Милан Коњовић
28. Гојмир Антон Кос
29. Иван Кос
30. Владимир Костин
31. Тоне Краљ
32. Франце Краљ
33. Томислав Кризман
34. Лазар Личеноски
35. Петар Лубарда
36. Светолик Лукић
37. Ана Маринковић
38. Никола Мартиноски
39. Предраг Милосављевић
40. Марко Мурат
41. Живорад Настасијевић
42. Лепосава Павловић
43. Вјекослав Параћ
44. Зора Петровић
45. Јелисавета Петровић
46. Миодраг Петровић
47. Михаило Петров
48. Васа Поморишац
49. Ђорђе Поповић
50. Сава Поповић
51. Иван Радовић
52. Фрањо Радочај
53. Матеј фон Рејтлингер
54. Здравко Секулић
55. Вељко Стојановић
56. Боривоје Стевановић
57. Божидар Стојадиновић
58. Ј. Тавчар
59. Ђурђе Теодоровић
60. Петар Тијешић
61. Владимир Филаковац
62. Коста Хакман
63. Сабахадин Хоџић
64. Антон Хутер
65. Јосип Цар
66. Иво Шермет
67. Мило Милуновић
68. Марко Челебоновић

### Акварели и графика
1. Бруно Вавпотић
2. Александар Васић
3. Елза Вучетић
4. Недељко Гвозденовић
5. Лазар Дрљача
6. Иван Кос
7. Мара Краљ
8. Тоне Краљ
9. Милан Крен
10. Томислав Кризман
11. Миха Малеш
12. Марина Ненадовић Недељковић
13. Цицо Поповић
14. Светислав Страла

### Вајарство
1. Ђовани Бертото
2. Марко Брежанин
3. Лојзе Долинар
4. Франце Краљ
5. Фран Менегело Динчић
6. Живорад Михајловић
7. Петар Павличанин
8. Владета Пиперски
9. Тома Росандић
10. Риста Стијовић
11. Сретен Стојановић